# Brigitte Sabouraud
Pour les articles homonymes, voir Sabouraud.
Brigitte Sabouraud, née le 9 juin 1922 à Paris et morte le 18 mai 2002 à Évry, est une auteure, compositrice et interprète. Elle fut la présidente-directrice générale du Cabaret L’Écluse à Paris à partir de 1951 jusqu'à 1975.

## Biographie
Brigitte Sabouraud nait en 1922. Ses parents l'industriel Raimond-Jacques Sabouraud et Marie-Rose Soupault eurent trois enfants : Brigitte, l'aînée; Olivier le second (1924-2006) et Virginie Marie Aimée, sa sœur (1926-1956). Elle est la nièce du poète Philippe Soupault, du peintre Émile Sabouraud et de la pianiste Cécile de Brunhoff, épouse de Jean de Brunhoff, le créateur de Babar, par conséquent aussi la cousine de Laurent de Brunhoff qui continue les aventures du célèbre éléphant français.
Elle fait ses classes chez Charles Dullin et débute au cabaret « Chez Suzy Solidor » où elle récite puis chante des poèmes. L'établissement que Suzy Solidor venait d'ouvrir en février 1949, rue Balzac, est abandonné par celle-ci à la fin des années 1950, laissant Brigitte Sabouraud sans scène de cabaret.
Elle enchaîne aussi, à cette époque, sur des petits rôles au théâtre, et c'est ainsi qu'en 1949, on retrouve Brigitte Sabouraud en tant que comédienne au Théâtre de l'Œuvre dans Saint Parapin de Malakoff : une pièce écrite par Albert Vidalie, mise en scène du jeune Charles Bensoussan, avant qu'il ne devienne Philippe Clair, avec des décors de Klementieff[Qui ?].
Début 1951, avec 3 autres artistes André Schlesser, Marc Chevalier et Léo Noël, elle crée le minuscule mais non moins mythique Cabaret L'Écluse à la place du café de l'Écluse.
Brigitte Sabouraud donne bientôt régulièrement des récitals sur la scène de cabaret à l'Écluse. Elle s’accompagnera par la suite à l’accordéon et se créera un véritable répertoire de chansons de marins, de textes de Francis Carco et de créations personnelles, dont certaines furent reprises par la chanteuse Barbara. Celle-ci lui doit ses premières apparitions sur scène au Cabaret L'Écluse et son succès naissant.
« Silhouette de coin de rue, jupe noire et foulard rouge, Brigitte Sabouraud épinglée par le phare du projecteur propose hardiment ses fleurs : Lilas, muguet, chéri, c’est le printemps, si tu voulais… De la houle de son accordéon surgissent maintenant des paysages marins : Ça sent le goémon, les algues mirliflores… », écrira Marc Chevalier, dans son livre « L’Écluse, mémoires d’un cabaret ».
Son nom reste indissociable de celui de Barbara, qu’elle contribua à faire connaître et des artistes estampillés « rive gauche ». « J’ai toujours beaucoup aimé Barbara. C’est moi qui l’ai fait commencer à l’Écluse. Je chantais, j’écrivais des chansons, mais je m’occupais aussi de l’organisation des programmes. J’étais la présidente-directrice générale de l’Écluse », confiait-elle en mai 1998 au micro de Marie-Hélène Parinaud sur Radio Bleue.
Barbara dira d'elle : « La place que j'occupe à l'Ecluse, c'est elle qui aurait dû l'avoir. » (Gilles Schlesser, Le Cabaret "rive gauche", édition de l'Archipel, 2006, p. 626).
Dans les années 1960, Brigitte Sabouraud signe avec les productions Jacques Canetti. Plusieurs disques sortiront dont on trouve peu de trace.
Les dernières années de sa vie, elle a travaillé à l'écriture d’un livre de souvenirs.
Elle est décédée en 2002, et est inhumée au cimetière de Chaville, dans les Hauts-de-Seine.
N'ayant pas trouvé le temps ou l'envie de fonder un foyer, elle ne laisse pas d'héritiers directs, ses affaires sont ensuite administrées par son frère Olivier (père de 4 enfants : Nicolas, Frédéric, Emmanuelle et Véronique) jusqu'au décès de ce dernier en 2006.

## Ses compositions

### Paroles et musique
- L’œillet rouge[7]  (chantée par Barbara en 1955 qui est d'ailleurs son premier disque - Format 78 tours/ 2 titres. Barbara est accompagnée par l'orchestre de Jack Say, enregistrée à l'Atelier de Bruxelles en octobre 1956).
- Les sirènes (chantée par Barbara).
- La marchande de fleurs.
- La complainte de la jeune nonne contre son cœur.
- Chanson grave (chantée par Denise Benoit).
- Le Cheval attaché (tiré d'un thème initial du folklore hongrois). Paroles et musique de Brigitte Sabouraud (Chanson à 1 voix et piano).
- La nonne et le pâtissier avec Gil Nierra.

### Adaptations théâtrales
- « Si tu t'imagines » d'Ève Griliquez et Brigitte Sabouraud[8], au Café de l'Écluse (13 décembre 1965) d'après Raymond Queneau[9]. Reprises le 7 février 1966 à la Gaîté Montparnasse (titre: Omajakeno), puis le 20 novembre 1966 aux Trois Baudets. Présenté le 30 janvier 1966 par Georges-Emmanuel Clancier sur France-Culture (ORTF), sous le titre « Un lundi au Café de l'Écluse », et retransmis intégralement sur la même chaîne le 3 février 1968, dans la présentation de Guy Erisman à la Maison de la Culture d'Amiens. Il existe par ailleurs un enregistrement sur microsillon du spectacle paru aux éditions phonographiques Le Chant du Monde.

## Discographie

### Enregistrements au format LP 33 T (12")
- Vanitas vanitatum ∫ Disques Jacques Canetti Productions - Jacques Canetti 48831

Brigitte Sabouraud a écrit les paroles des 12 titres de l’album

### Enregistrements au format EP 45 T (7" - 4 titres)
- Brigitte Sabouraud chante : Paul K ∫ Disques Jacques Canetti Productions 261 014

### Enregistrements au format Single 45 T (7" - 2 titres)
- Ainsi font font font (A1) / 3 ans déjà (B1) ∫ Disques Jacques Canetti Productions

### Productrice d’album LP 33 T (12")
- Raymond Queneau - Omajakeno ("Si Tu T'Imagines") ∫ Disque Le Chant Du Monde – LDX.A 6 029

Brigitte Sabouraud chante les titres suivants de l’album :
- Ballade en proverbes du vieux temps
- St Ouen's blues
- La rue Montorgueil
- Chanson grave (Musique de Brigitte Sabouraud)
- L'hiver qui court par les rues
- Un train qui siffle

## Théâtre
- 1949 : Saint Parapin de Malakoff - Pièce d'Albert Vidalie, mise en scène de Charles Bensoussan, décors de Klementieff jouée au Théâtre de l'Œuvre : avec Jean Tielment - Denise Bailly - Charles Bensoussan - Chalosse, Jean Rocherot, Sylvie Pelayo, Brigitte Sabouraud, Josette Rateau, Colette Gambier, M. Valo[4].

### ArchivesINAet audiovisuelles
- Libre parcours émission ORTF : Brigitte Sabouraud interprète Dans la rue Montorgueil - Production Eve Griliquez (1971)
- NME on line magazine TV Radio Mobile : Brigitte Sabouraud et Barbara chantent Brigitte Sabouraud (video 8:24)[11].
- (fr) Les Entretiens De L'Écluse : Une série d'interviews inédites réalisées par Isabelle Dhordain (France Inter) et Serge Hureau, au bar à vins l'Écluse Grands Augustins, les 22 et 23 novembre 2007 avec notamment Marc Chevalier (13 séquences [audio]).

### Archives Presse et papiers
- Bibliothèque nationale de France : Cabaret L’Écluse : Ensemble de documents concernant le Cabaret L’Écluse et son fondateur[12].

Donation de Monsieur Marc Chevalier, fond entré en 2008 au département des Arts du spectacle. Le fonds se compose des archives du cabaret (administration, programmation, presse, photographies) et de documents concernant la carrière du duo Marc & André, dont des partitions et des disques.